# Nutarnja prsna arterija
Nutarnja prsna arterija (lat. arteria thoracica interna) je parna krvna žila koja oksigeniranom krvlju opskrbljuje prednju stijenku prsišta i dojku.
Nutarnja prsna arterija je grana potključne arterije (lat. arteria subclavia). Nutarnja prsna arterija prolazi prema dolje unutarnjom stranu prednje stijenke prsnog koša, otprilike centimetar od prsne kosti. Arterija se nalazi iza nutarnjih međurebrenih mišića (lat. musculi intercostales interni), ali ispred lat. musculus transversus thoracis. U razini šestog međurebrenog prostora nutarnja prsna arterija podijeli se na svoje dvije završne grane lat. arteria musculophrenica i lat. arteria epigastrica superior.

## Ogranci
Nutarnja prsna arterija daje:
- prednje grane - lat. arteriae perforantes:
  - lat. rami musculares
  - lat. rami mammarii
  - lat. rami cutanei
- medijalne grane - lat. rami sternales
- lateralne grane - lat. rami intercostales anteriores (po dvije za svaki od gornji šest međurebrenih prostora)
- stražnje grane:
  - lat. rami mediastinales
  - lat. rami thymici
  - lat. rami bronchiales
  - lat. arteria pericardiophrenica

2 završne grane u visini processusa xiphoideusa:
- - lat. a.musculophrenica (opskrba dijelova ošita i trbušnih mišića)
  - lat. Epigastrica superior (probija stražnju ovojnicu m.rectusa abdominisa te se po njemu grana do visine pupka)